# Дюнамюндський монастир
Дюнамю́ндський монасти́р свято́го Микола́я (лат. Monasterium Dunamundensis Sancti Nicolai; нім. Kloster Dünamünde) — у 1205–1305 роках католицький монастир Ордену цистеріанців в Лівонії, в місцевості Дюнамюнде (нім. Dünamünde; «гирло Двіни»; сучасна район Даугавгріва, Рига, Латвія). Один із середньовічних осередків християнізації, вестернізації та технологізації краю. Розташовувався на високій піщаній дюні, поблизу Балтійського моря, на правому березі річки Західна Двіна, неподалік Риги. Названий на честь святого Миколая, покровителя мореплавства і торгівлі. Належав до Ризької архідіоцезії. 1305 року будівля монастиря перетворена на Дюнамюндський замок Лівонського ордену. Сучасна латвійська назва — Даугавгрі́вський монасти́р (латис. Daugavgrīvas klosteris).

## Історія

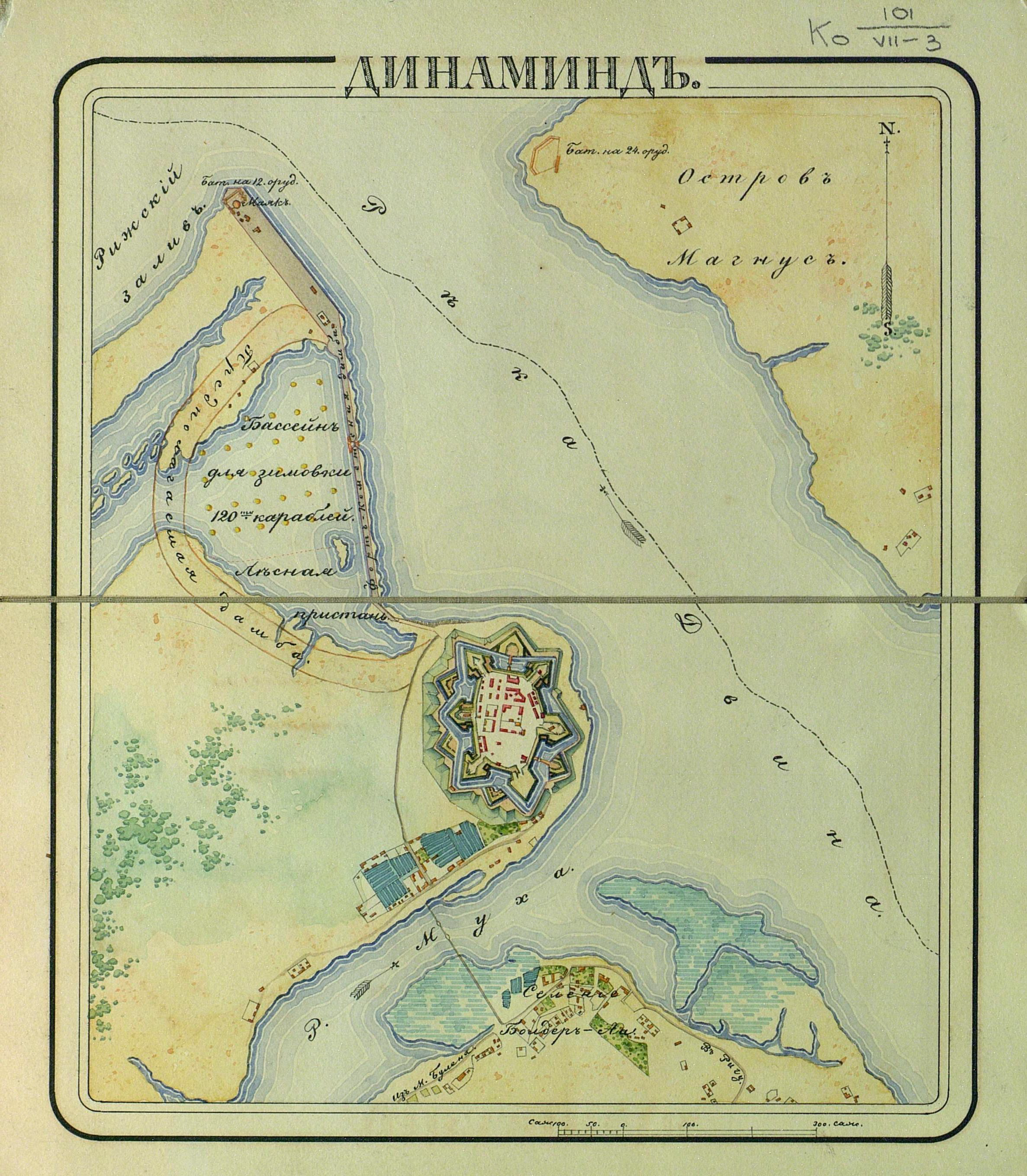
Дюнамюндський замок

Побудований у 1205–1208 роках за дозволом ризького єпископа Альберта фон Буксгевдена. Мав вигляд фортеці. Першим абатом-настоятелем був Теодоріх Трейденський, один із перших місіонерів у Лівонії. Більшість монахів походили з Німеччини (монастирів Локкума, Пфорта, Гіммельспфорте, Марієнфельд, Зіттіхенбах, Ланггайм, кельнських монастирів тощо). За статутом ченці монастиря мусили дотримуватися простоти, строгості, стриманості; були зобов'язані займатися фізичною працею, особливо сільським господарством. До Ордену допускалися напівмонахи — ремісники та робітники. Користувався самоврядними правами, мав великі землеволодіння від правого берега Двіни до Кіш-озера. Виступав посередником у конфліктах між єпископами та Орденом мечоносців (згодом – Лівонським орденом). 1215 року зазнав нападу езельських естів. 1228 року атакований куршами та земгалами Вестарда, які спалили монастир і вирізали усіх ченців; відновлений за кілька років. 1266 року в районі гирла Двіни спорудив перші в Лівонії вітряки. Спустошений внаслідок війни між Ригою та Лівонським орденом у (1279–1330). 1305 року проданий за 4 тисячі марок останнім настоятелем Лібертом. Перетворений на Дюнамюндський замок Лівонського ордену. Братія разом із абатом переїхала до Падісе в північно-західній Естонії, де заснувала новий Падісеський монастир. При монастирі (до 1303), а потім — в Ризі були створені «Дюнамюндські аннали» (лат. Annales Dunamundenses; 1211–1348), важливе джерело з середньовічної історії Балтії.

## Настоятелі
- 1205 — 1211: Теодоріх (Дітріх) Трейденський
- 1211 — 1217: Бернгард фон Ліппе
- 1217 — 1224: Роберт
- 1231 — 1232: Теодоріх
- 1252 — 1253: Йоганн
- 1263: Вільгельм
- ? – 1305: Ліберт